# Gerti Deutsch
Gerti Deutsch, née le 19 décembre 1908 à Vienne et morte le 9 décembre 1979 à Leamington Spa (Royaume-Uni), est une photographe austro-britannique.

## Biographie
Gerti Deutsch est issue d'une famille de confession juive. Elle débute à 16 ans des études à l'Académie de musique de Vienne, puis poursuit une formation de photographe de 1933 à 1934 à l'Institut d'enseignement et d'expérimentation des arts graphiques (Graphischen Lehr- und Versuchsanstalt) de Vienne.
Après des séjours à Paris et à Londres, Gerti Deutsch retourne brièvement à Vienne, mais s'installe ensuite définitivement à Londres en raison de la montée de l'antisémitisme en Autriche et de meilleures perspectives de carrière.
En 1936, elle expose pour la première fois à l'institut culturel autrichien de Londres, qui préfigure le Forum culturel autrichien, et en 1938 elle commence à travailler comme photojournaliste indépendante et photographe éditoriale pour le Picture Post. Elle a deux filles, Nicolette et Amanda.
À partir de 1937 elle réalise de nombreux reportages photo, d'abord dans le Picture Post, puis après sa fermeture en 1957, dans Nova, Holiday, Queen, Harper's Bazaar et The Tatler et les magazines suisses Atlantis et L'Oeil. Elle publie notamment un reportage intitulé Leur premier jour en Angleterre (1938) concernant les transports de réfugiés d'enfants juifs vers l'Angleterre et elle documente l'occupation de la ville de Vienne après-guerre (1948). Dans les années 1950, elle collabore fréquemment avec la photographe Inge Morath, également émigrée d'Autriche. Les archives de Gerti Deutsch contiennent de nombreuses photographies signées par les deux photographes. Toutefois, rien n’a été conservé sur le périmètre précis de la coopération.
Au début des années 1960, Gerti Deutsch se retire de la photographie et quitte Londres en 1969 pour vivre à Salzbourg.
En raison de son intérêt pour la musique, elle photographie à plusieurs reprises des musiciens tels que Yehudi Menuhin, Benjamin Britten, Arturo Toscanini, Wilhelm Furtwängler, Herbert von Karajan ou Irmgard Seefried, souvent à Salzbourg ou Vienne.
Au cours de sa vie, Gerti Deutsch réalise plusieurs expositions, notamment en 1957 une exposition sur l'Autriche à l'« Institut autrichien », et en 1962 une exposition sur le Japon à Londres. Après sa redécouverte, des expositions rétrospectives ont lieu au Forum culturel autrichien de Londres (de février à mai 2010), à Berlin (janvier 2011), et à la Galerie Fotohof de Salzbourg en 2011 et 2019.

## Expositions

### Expositions personnelles
- 22 juin - 30 juillet 2011 : Gerti Deutsch. Fotografien 1935-1965, Galerie Fotohof, Salzbourg[10],[11].
- 2013 : Gerti Deutsch – Fotografie 1935–1965, Rakouské kulturní fórum, Prague[12].
- 28 septembre 2016 - 4 mars 2017 : Gerti Deutsch & Jeanne Mandello. Schicksal Emigration, Das Verborgene Museum (de), Berlin[13].
- 2019 : Gerti Deutsch. Japan in den 1960er Jahren, Galerie Fotohof, Salzbourg.

### Expositions collectives
- 23 octobre 2012 - 3 mars 2013 : Shooting Girls. Jüdische Fotografinnen aus Wien, Musée juif (en), Vienne (Autriche)[14].